# Lady of the Pavements
Lady of the Pavements é um filme mudo norte-americano de 1929, do gênero drama romântico, dirigido por D. W. Griffith, estrelado por Lupe Vélez, William Boyd e Jetta Goudal.